# Hotel Adlon. Una saga familiar
Hotel Adlon. Una saga familiar o La saga dels Adlon (títol original en alemany, Das Adlon. Eine Familiensaga) és un telefilm alemany emès en tres parts que es va emetre per primera vegada al canal ZDF els dies 6, 7 i 9 de gener de 2013. El va produir Oliver Berben i va ser per Uli Edel. L'escenari de moltes escenes és l'Hotel Adlon de Berlín, que representa la intersecció entre la nissaga Adlon i una segona família fictícia. La pel·lícula cobreix el període des de la llicència urbanística de l'hotel el 1904 fins a la seva reobertura el 1997. Té lloc en diverses èpoques de la història recent alemanya, des de l'Imperi fins a la Primera Guerra Mundial, els feliços anys vint, l'era del nacionalsocialisme amb la Segona Guerra Mundial, la postguerra, i els primers anys de l'RDA a Berlín. S'ha doblat al català central per a TV3, que la va emetre el 8 de desembre de 2024 amb el títol d'Hotel Adlon. Una saga familiar; i al valencià per a À Punt amb el nom de La saga dels Adlon, que es va estrenar el 26 de gener de 2025.